# Magazijn (wapen)

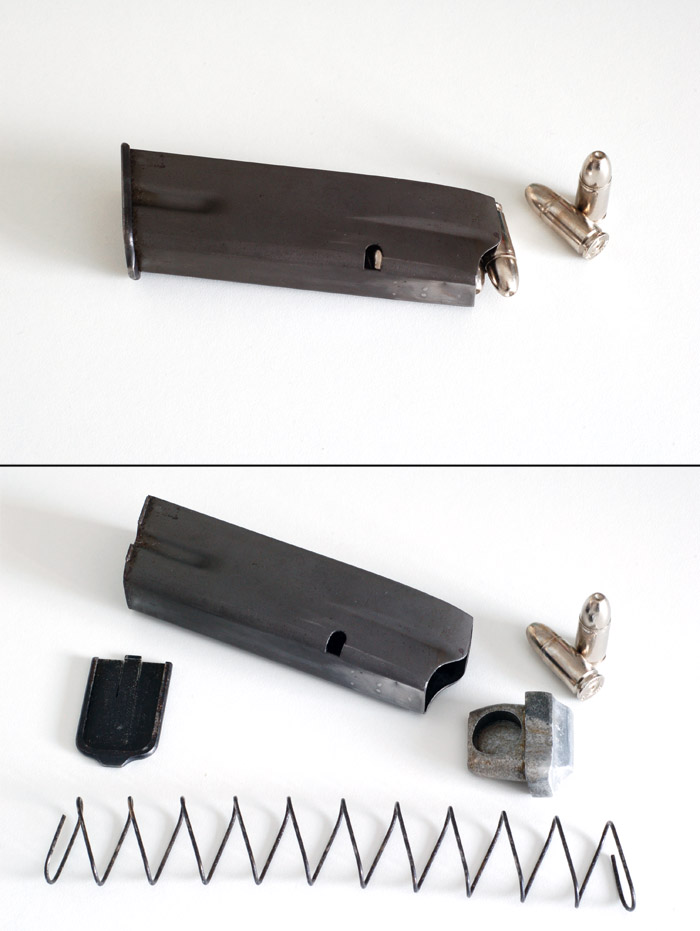
Een dubbelkoloms 9 x 19 mm pistoolmagazijn

Een magazijn, patroonmagazijn of patroonhouder is de houder van vuurwapens die voor de toevoer van patronen zorgt. Magazijnen kunnen vastzitten aan het wapen of verwijderbaar zijn. De patronen in het magazijn worden afhankelijk van het wapen automatisch of handmatig in het wapen geladen, maar meestal gebeurt dit met een veer. 
Er bestaan verschillende typen magazijnen waarvan de 'doos' het gewoonst is. Daarnaast bestaan er nog een trommelmagazijn en panmagazijn. Verder kan de aanvoer van patronen nog gebeuren via een patroonband, die ook wel mitrailleurband wordt genoemd. Een enkel vuurwapen kan soms meerdere typen magazijnen gebruiken.
Patroonbanden waren aanvankelijk gemaakt van geweven stof, al dan niet versterkt met metalen strips. Tijdens de Eerste Wereldoorlog vond W. de Courcy Prideaux in Engeland de metalen schakelband uit; dit type is tegenwoordig het gebruikelijkste.
Soms spreekt men van een 'doorgeladen' wapen. De juiste term is echter een 'geladen' wapen. Er is dan een patroon aanwezig in de kamer, als men het magazijn verwijdert is het wapen nog steeds schietklaar. Een wapen dat 'halfgeladen' is, heeft wel een magazijn met patronen aanwezig, maar geen patronen in de kamer. Een wapen zonder magazijn en/of patronen, noemt men 'ongeladen'.

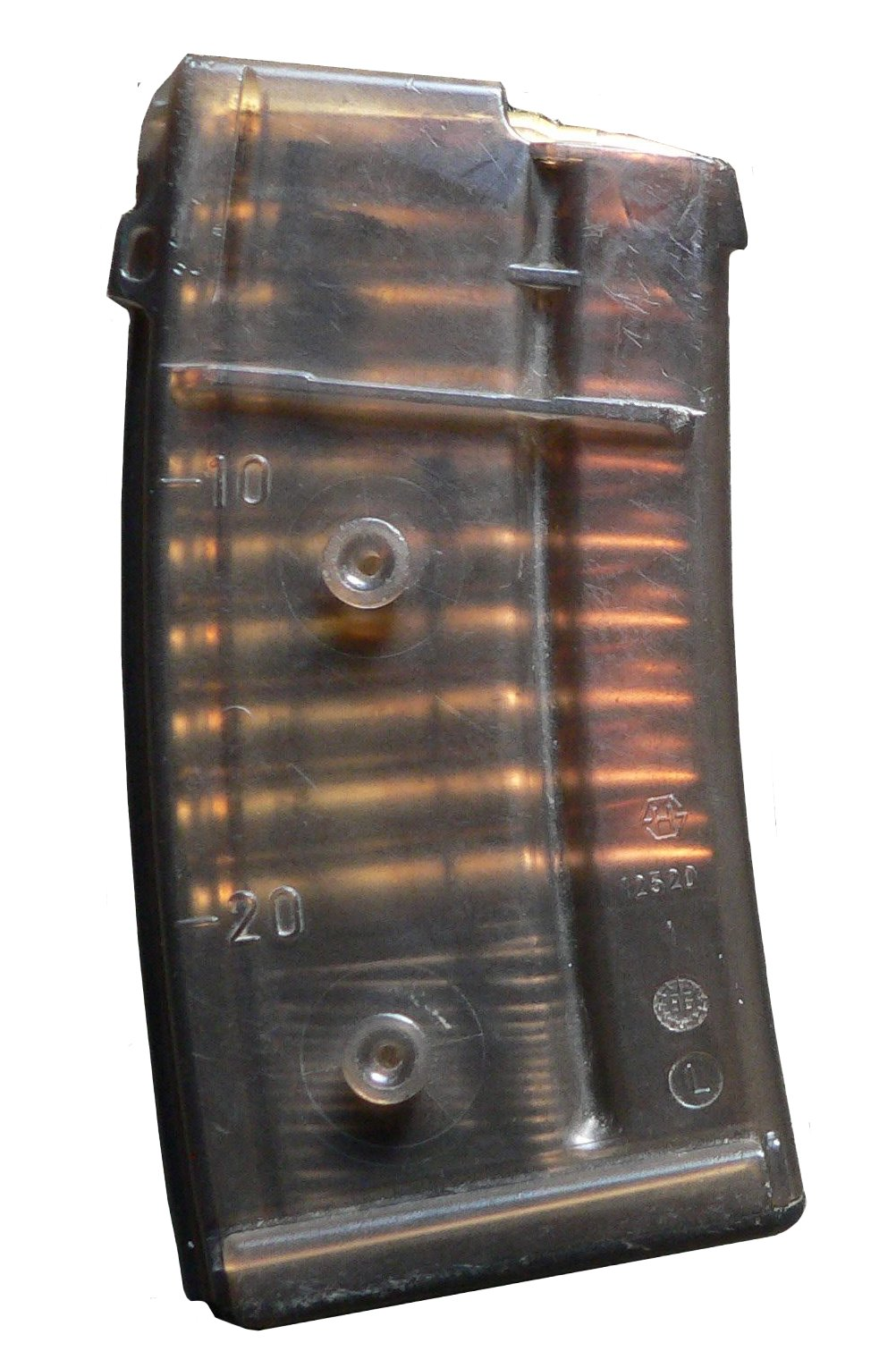
Een magazijn van een SIG 550
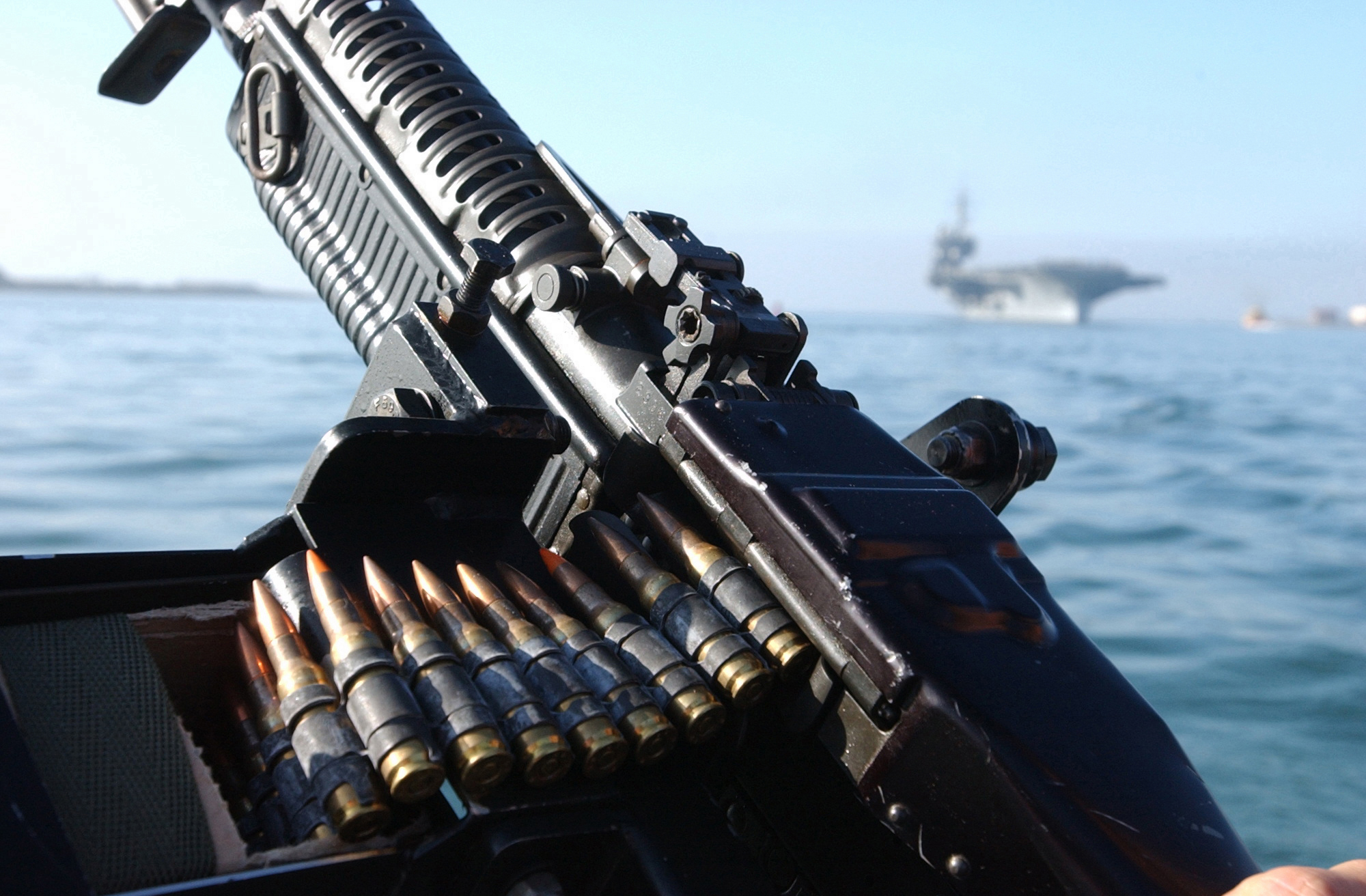
M60 met patroonband
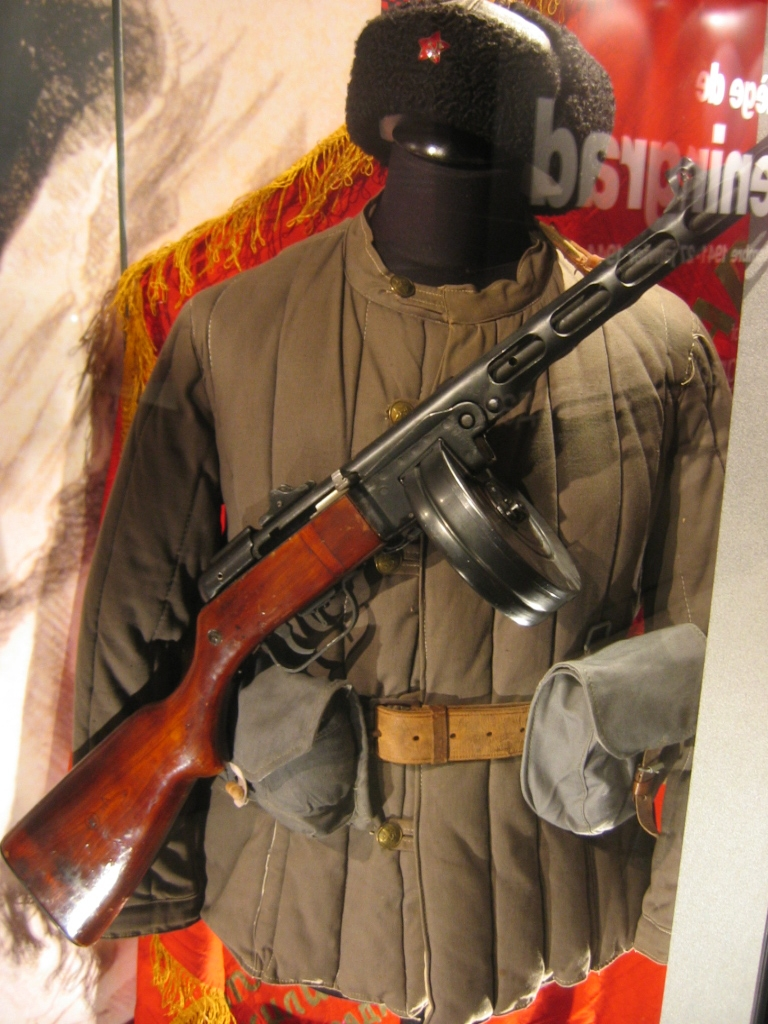
Een PPSh-41 met trommelmagazijn